# クロム鋼
クロム鋼（クロムこう、chromium steel）とは、炭素鋼に1%前後のクロムを添加した組成を持つ合金鋼のことである。耐食性を向上させるためにクロムを10%以上含ませたものはステンレス鋼と呼ばれる。
合金鋼としては低廉でありながら、炭素鋼と比べ焼入れ性・焼き戻し軟化抵抗性・耐摩耗性に優れている。焼入れ性は、直径約60 mm程度まで焼入れできる。小物強度部材などで炭素鋼では不十分な場合に用いられている。

## 規格
JISでは、機械構造用合金鋼鋼材として材質記号SCrとそれに続く番号で規定されている。炭素・クロム以外にも、ケイ素やマンガンの添加量が定められている。
| 種類の記号 | 炭素        | ケイ素      | マンガン    | リン      | 硫黄      | ニッケル | クロム      |
| ---------- | ----------- | ----------- | ----------- | --------- | --------- | -------- | ----------- |
| SCr415     | 0.13 - 0.18 | 0.15 - 0.35 | 0.60 - 0.90 | 0.030以下 | 0.030以下 | 0.25以下 | 0.90 - 1.20 |
| SCr420     | 0.18 - 0.23 | 0.15 - 0.35 | 0.60 - 0.90 | 0.030以下 | 0.030以下 | 0.25以下 | 0.90 - 1.20 |
| SCr430     | 0.28 - 0.33 | 0.15 - 0.35 | 0.60 - 0.90 | 0.030以下 | 0.030以下 | 0.25以下 | 0.90 - 1.20 |
| SCr435     | 0.33 - 0.38 | 0.15 - 0.35 | 0.60 - 0.90 | 0.030以下 | 0.030以下 | 0.25以下 | 0.90 - 1.20 |
| SCr440     | 0.38 - 0.43 | 0.15 - 0.35 | 0.60 - 0.90 | 0.030以下 | 0.030以下 | 0.25以下 | 0.90 - 1.20 |
| SCr445     | 0.43 - 0.48 | 0.15 - 0.35 | 0.60 - 0.90 | 0.030以下 | 0.030以下 | 0.25以下 | 0.90 - 1.20 |